# 比恩斯格蘭特
比恩斯格蘭特（英語：Bean's Grant）是位於美國新罕布什爾州庫斯縣的一個行政鎮區。

## 地方資料
比恩斯格蘭特的面積為25.00平方千米，皆為陸地。根據2020年美國人口普查的數據，當地共有人口0人，而人口密度為每平方千米0人。